# رينكون
رينكون (بالإنجليزية: Rincon, Georgia)‏ هي مدينة تقع في مقاطعة إفينغهام، جورجيا بولاية جورجيا في الولايات المتحدة. تبلغ مساحة هذه المدينة 17.4 (كم²)، وترتفع عن سطح البحر 22 م، بلغ عدد سكانها 8836 نسمة في عام 2010 حسب إحصاء مكتب تعداد الولايات المتحدة.

## وصلات خارجية
- City of Rincon, Georgia
- Cities & Counties - Georgia.gov